# Marle (Aisne)
Marle é uma comuna francesa na região administrativa de Altos da França, no departamento de Aisne.